# 単純承認
単純承認（たんじゅんしょうにん）とは、民法の相続法上の法律用語。「第四章　相続の承認及び放棄」に規定がある。被相続人の権利義務を承継することを相続人が無限定に承認することである（920条）。単純承認については915条における期間制限がある。921条に掲げる事由に該当する場合は、単純承認したとみなされる（法定単純承認）。実際は法定単純承認事由を満たすことで単純承認したとみなされるケースが多い。

## 法定単純承認事由
以下、民法921条の規定を紹介する。
1. 相続人が相続財産の全部又は一部を処分したとき。ただし、保存行為及び602条 に定める期間を超えない賃貸をすることは、この限りでない。
2. 相続人が915条第1項の3ヶ月（熟慮期間）内に限定承認又は相続の放棄をしなかったとき。
3. 相続人が、限定承認又は相続の放棄をした後であっても、相続財産の全部若しくは一部を隠匿し、私にこれを消費し、又は悪意でこれを相続財産の目録中に記載しなかったとき。ただし、その相続人が相続の放棄をしたことによって相続人となった者が相続の承認をした後は、この限りでない。

## 熟慮期間
前節に記載の通り、自己のために相続の開始があったことを知った時から3か月以内に限定承認または相続放棄のどちらかを選択しなかった相続人は（家庭裁判所に期間の伸長を申し出なければ）単純承認をしたものとみなされる。
ただし、相続財産が全く存在しないと信ずるにつき相当な理由があるという例外的な場合には、この期間は、相続人が相続財産の全部若しくは一部の存在を認識した時又は通常これを認識し得べき時から起算する旨の判例がある。